# Traité des XXVII articles
 [[s:Texte du traité des XXVII articles|Voir le traité sur Wikisource]]
Traité des XVIII articles Traité des XXIV articles
Le traité des XXVII articles fut signé lors de la conférence de Londres le 15 novembre 1831 et acte la séparation définitive entre la Belgique et les Pays-Bas à la suite de la révolution belge puis de la déclaration d'indépendance de la Belgique, proclamée unilatéralement par le gouvernement provisoire belge le 4 octobre 1830.
Il est le deuxième d'une série de trois traités, tous désignés par le nombre de leurs articles, cherchant à régler les dissensions entre la Belgique nouvellement née et le royaume uni des Pays-Bas dont elle faisait précédemment partie, et dont seul le dernier fut appliqué, le roi Guillaume Ier des Pays-Bas ayant refusé les deux précédents.
Il fait suite au projet de traité des XVIII articles qui ne fut jamais appliqué car refusé par le roi des Pays-Bas Guillaume Ier. Celui-ci ignora d'ailleurs toute idée de séparation jusqu'en 1838, pensant la Belgique non-viable et refusa également ce traité-ci. Ce n'est qu'après de nouvelles négociations qu'il reconnut l'indépendance belge par le traité des XXIV articles signé le 19 avril 1839.
Il met fin de jure à l'existence du royaume uni des Pays-Bas tel que créé par le congrès de Vienne en 1815.

## Signataires
- Belgique : Sylvain van de Weyer
- Royaume de Hongrie :  Paul III Anton Esterházy
- Empire d'Autriche : Johann von Wessenberg
- Royaume de France : Charles-Maurice de Talleyrand-Périgord
- Royaume-Uni de Grande-Bretagne et d'Irlande : Henry John Temple
- Royaume de Prusse : Heinrich von Bülow
- Empire russe : Christophe de Lieven et Andrzej Matuszewicz